# Brookesia exarmata
Espèce
Statut de conservation UICN

 EN B1ab(iii) : En danger
Statut CITES
Brookesia exarmata est une espèce de sauriens de la famille des Chamaeleonidae.

## Répartition
Cette espèce est endémique de la région de Melaky à Madagascar. Elle a été découverte dans la réserve naturelle intégrale du Tsingy de Bemaraha.

## Description
Ce caméléon nain est de petite taille, diurne, et vit au sol ou sur les branches basses des forêts.

## Publication originale
- Schimmenti & Jesu, 1996 : Brookesia exarmata sp. nov. (Reptilia, Chamaeleonidae): a new dwarf chameleon from the limestone outcrops of western Madagascar. Italian Journal of Zoology (Modena,) vol. 63, n. 2, p. 193-197 (texte intégral).